# De Best
De Best – dziewiąty, składankowy album zespołu De Mono, wydany w 2004 roku.

## Lista utworów
1. Kochać inaczej
2. Bez przebaczenia
3. Znów jesteś ze mną
4. Zostańmy sami
5. Żyj tylko chwilą
6. Anna mieszka tutaj
7. Poznaj siebie
8. Tamtego lata
9. Kamień i aksamit
10. Ostatni pocałunek
11. Za chwilę coś się stanie
12. Wszystko na sprzedaż
13. Moje miasto nocą
14. Paparazzi
15. Znowu zwykły dzień
16. Najlepsze pozostanie

## Twórcy
- Muzyka: De Mono, M. Kościkiewicz, A. Krzywy, W. Wójcicki
- Teksty: Marek Kościkiewicz
- Wykonawcy: 
  - Andrzej Krzywy – wokal
  - Marek Kościkiewicz – gitara
  - Robert Chojnacki – saksofon
  - Piotr Kubiaczyk – gitara basowa
  - Dariusz Krupicz – perkusja